# Morti nel 2012/Agosto
| Questa pagina contiene informazioni ricavate automaticamente dalle voci biografiche con l'ausilio del template Bio e di un bot. L'aggiornamento è periodico e automatico e ricostruisce completamente la pagina. Se manca una persona in questa lista, sei pregato di non aggiungerla, ma accertati piuttosto che la sua voce biografica contenga il template Bio e che i dati anagrafici siano correttamente compilati. Se il template Bio manca, inseriscilo tu stesso o, in alternativa, metti l'avviso {{tmp\|Bio}} che ne segnala la mancanza. Se i dati riportati sono sbagliati, correggi direttamente la voce biografica; le modifiche saranno visibili in questa lista entro pochi giorni. Per chiarimenti vedi il progetto biografie. La lista contiene solo le 157 persone che sono citate nell'enciclopedia e per le quali è stato implementato correttamente il template Bio. Pagina aggiornata al 10 ago 2025. |

- 1º agosto - Gordon Audley, pattinatore di velocità su ghiaccio canadese (n. 1928)
- 1º agosto - Jurij Duganov, sollevatore sovietico (n. 1921)
- 1º agosto - Aldo Maldera, calciatore e dirigente sportivo italiano (n. 1953)
- 1º agosto - Fausto Rossano, medico, psichiatra e psicanalista italiano (n. 1946)
- 1º agosto - Keiko Tsushima, attrice giapponese (n. 1926)
- 1º agosto - Gustavo Vassallo, schermidore argentino (n. 1920)
- 2 agosto - Thor Axelsson, canoista finlandese (n. 1921)
- 2 agosto - Antonio Bariffi, hockeista su ghiaccio e dirigente sportivo svizzero (n. 1928)
- 2 agosto - Jacques Caufrier, pallanuotista belga (n. 1942)
- 2 agosto - John Keegan, storico, insegnante e giornalista inglese (n. 1934)
- 2 agosto - Mark Klastorin, doppiatore statunitense (n. 1951)
- 2 agosto - Adrian Komu, calciatore papuano (n. 1983)
- 2 agosto - Giovanni Lucchi, archettaio italiano (n. 1942)
- 2 agosto - Marguerite Piazza, soprano e filantropa statunitense (n. 1920)
- 2 agosto - Cesare Pinarello, pistard, ciclista su strada e dirigente sportivo italiano (n. 1932)
- 2 agosto - Ruy de Freitas, cestista e allenatore di pallacanestro brasiliano (n. 1916)
- 2 agosto - Óscar Sastre, calciatore argentino (n. 1920)
- 2 agosto - Harald Wehner, calciatore tedesco orientale (n. 1938)
- 3 agosto - Martin Fleischmann, chimico ceco (n. 1927)
- 3 agosto - Walter Márquez, cestista uruguaiano (n. 1936)
- 3 agosto - John Pritchard, cestista statunitense (n. 1927)
- 3 agosto - Tonino Pulci, attore e regista italiano (n. 1947)
- 4 agosto - Giuseppe Coco, disegnatore italiano (n. 1936)
- 4 agosto - Renato Nicolini, architetto, politico e drammaturgo italiano (n. 1942)
- 4 agosto - Arnie Risen, cestista statunitense (n. 1924)
- 5 agosto - Alfio Balbiano, calciatore italiano (n. 1931)
- 5 agosto - Michel Daerden, politico belga (n. 1949)
- 5 agosto - Chavela Vargas, cantante costaricana (n. 1919)
- 5 agosto - Elio Migliaccio, calciatore italiano (n. 1966)
- 5 agosto - Raine Nuutinen, cestista finlandese (n. 1931)
- 5 agosto - Roland Charles Wagner, scrittore francese (n. 1960)
- 6 agosto - Richard Cragun, ballerino statunitense (n. 1944)
- 6 agosto - Marvin Hamlisch, compositore, musicista e direttore d'orchestra statunitense (n. 1944)
- 6 agosto - Robert Hughes, critico d'arte e saggista australiano (n. 1938)
- 6 agosto - Bernard Lovell, astronomo e fisico inglese (n. 1913)
- 6 agosto - Mark O'Donnell, umorista e scrittore statunitense (n. 1954)
- 6 agosto - Chiara Palazzolo, scrittrice italiana (n. 1961)
- 6 agosto - Boris Razinskij, allenatore di calcio e calciatore sovietico (n. 1933)
- 6 agosto - Dan Roundfield, cestista statunitense (n. 1953)
- 7 agosto - Lucio Gera, presbitero e teologo argentino (n. 1924)
- 7 agosto - Anna Piaggi, giornalista, scrittrice e traduttrice italiana (n. 1931)
- 7 agosto - Émile Viollat, sciatore alpino francese (n. 1937)
- 8 agosto - Fay Ajzenberg-Selove, docente statunitense (n. 1926)
- 8 agosto - Hans R. Camenzind, ingegnere e progettista svizzero (n. 1934)
- 8 agosto - Sancho Gracia, attore spagnolo (n. 1936)
- 8 agosto - Boris Alekseevič Grigor'ev, regista sovietico (n. 1935)
- 8 agosto - Kurt Maetzig, regista e sceneggiatore tedesco (n. 1911)
- 9 agosto - Al Freeman Jr., attore, sceneggiatore e regista statunitense (n. 1934)
- 9 agosto - Jaime Abdul Gutiérrez, generale e politico salvadoregno (n. 1936)
- 9 agosto - Mel Stuart, regista, produttore televisivo e sceneggiatore statunitense (n. 1928)
- 10 agosto - Philippe Bugalski, pilota di rally francese (n. 1963)
- 10 agosto - Madeleine Leininger, infermiera statunitense (n. 1925)
- 10 agosto - Sandro Negri, pittore italiano (n. 1940)
- 10 agosto - Carlo Rambaldi, effettista e artista italiano (n. 1925)
- 11 agosto - Michael Dokes, pugile statunitense (n. 1958)
- 11 agosto - Phil Kelly, calciatore irlandese (n. 1939)
- 11 agosto - Henning Moritzen, attore danese (n. 1928)
- 11 agosto - Susan Weiner, politica statunitense (n. 1946)
- 12 agosto - Joe Kubert, fumettista e insegnante statunitense (n. 1926)
- 12 agosto - Edoardo Medaglia, generale e aviatore italiano (n. 1911)
- 12 agosto - Fabio Padoa-Schioppa, dirigente d'azienda italiano (n. 1911)
- 12 agosto - Ottavio Rizza, politico italiano (n. 1919)
- 12 agosto - Giorgio Salvadè, politico e medico svizzero (n. 1949)
- 13 agosto - Roger Duquesnoy, cestista francese (n. 1948)
- 13 agosto - Helen Gurley Brown, giornalista, editrice e scrittrice statunitense (n. 1922)
- 13 agosto - Johnny Pesky, giocatore di baseball statunitense (n. 1919)
- 13 agosto - Joan Roberts, attrice statunitense (n. 1918)
- 14 agosto - Maja Bošković-Stulli, antropologa e storica croata (n. 1922)
- 14 agosto - Svetozar Gligorić, scacchista e giornalista serbo (n. 1923)
- 14 agosto - Brian Green, allenatore di calcio e calciatore inglese (n. 1935)
- 14 agosto - Anna Orso, attrice italiana (n. 1938)
- 14 agosto - Phyllis Thaxter, attrice statunitense (n. 1919)
- 15 agosto - Beyruth, calciatore brasiliano (n. 1941)
- 15 agosto - Bob Birch, bassista statunitense (n. 1956)
- 15 agosto - Altamiro Carrilho, direttore d'orchestra, compositore e flautista brasiliano (n. 1924)
- 15 agosto - Biff Elliot, attore statunitense (n. 1923)
- 15 agosto - Alessandro Giordano, politico italiano (n. 1926)
- 15 agosto - Harry Harrison, scrittore, glottoteta e esperantista statunitense (n. 1925)
- 15 agosto - Matthew Iannello, mafioso statunitense (n. 1920)
- 15 agosto - Giacomo Slemer, informatico italiano (n. 1987)
- 15 agosto - Heinz Wittig, pallanuotista tedesco orientale (n. 1938)
- 16 agosto - Amina del Marocco, principessa e dirigente sportiva marocchina (n. 1954)
- 16 agosto - Martine Franck, fotografa belga (n. 1938)
- 16 agosto - William Windom, attore statunitense (n. 1923)
- 16 agosto - Abuna Paulos, arcivescovo cristiano orientale etiope (n. 1935)
- 17 agosto - Pál Bogár, cestista ungherese (n. 1927)
- 17 agosto - Anne Fillon, storica francese (n. 1931)
- 17 agosto - Uta Franz, attrice austriaca (n. 1935)
- 17 agosto - Bruno Nicolini, presbitero italiano (n. 1927)
- 17 agosto - Joaquín Luis Romero Marchent, regista e sceneggiatore spagnolo (n. 1921)
- 18 agosto - George Bowers, montatore e regista statunitense (n. 1944)
- 18 agosto - Scott McKenzie, cantante statunitense (n. 1939)
- 18 agosto - Pierluigi Sopelsa, scultore italiano (n. 1918)
- 19 agosto - Clara Betner, mezzosoprano italiano (n. 1922)
- 19 agosto - Laura Latini, doppiatrice italiana (n. 1969)
- 19 agosto - Tony Scott, regista, produttore cinematografico e produttore televisivo britannico (n. 1944)
- 20 agosto - Martino Bardotti, politico italiano (n. 1921)
- 20 agosto - Paolo Chiarini, germanista e traduttore italiano (n. 1931)
- 20 agosto - Phyllis Diller, attrice e doppiatrice statunitense (n. 1917)
- 20 agosto - Daryl Hine, poeta, traduttore e critico letterario canadese (n. 1936)
- 20 agosto - Lamberto Mazza, dirigente d'azienda e dirigente sportivo italiano (n. 1926)
- 20 agosto - Dom Mintoff, politico maltese (n. 1916)
- 20 agosto - Mika Yamamoto, giornalista e fotoreporter giapponese (n. 1967)
- 20 agosto - Meles Zenawi, politico etiope (n. 1955)
- 21 agosto - Alois Jaroš, calciatore austriaco (n. 1930)
- 21 agosto - Georg Leber, sindacalista e politico tedesco (n. 1920)
- 21 agosto - Guy Spitaels, politico belga (n. 1931)
- 21 agosto - William Thurston, matematico statunitense (n. 1946)
- 21 agosto - Sergio Toppi, fumettista e illustratore italiano (n. 1932)
- 22 agosto - Nina Bawden, scrittrice inglese (n. 1925)
- 22 agosto - Nilo Riva, dirigente sportivo, hockeista su ghiaccio e ingegnere italiano (n. 1945)
- 22 agosto - Paul Shan Kuo-hsi, cardinale e vescovo cattolico cinese (n. 1923)
- 23 agosto - Jerry Nelson, burattinaio statunitense (n. 1934)
- 23 agosto - Steve Van Buren, giocatore di football americano statunitense (n. 1920)
- 24 agosto - Ermanno Comuzio, giornalista, saggista e critico cinematografico italiano (n. 1923)
- 24 agosto - Richard Evans, diplomatico inglese (n. 1928)
- 24 agosto - Félix Miéli Venerando, calciatore brasiliano (n. 1937)
- 24 agosto - Steve Franken, attore statunitense (n. 1932)
- 24 agosto - Krum Janev, calciatore bulgaro (n. 1929)
- 24 agosto - Metin Kurt, calciatore, allenatore di calcio e sindacalista turco (n. 1948)
- 24 agosto - Manuel Lozoya Cigarroa, scrittore messicano (n. 1933)
- 24 agosto - Claire Malis, attrice statunitense (n. 1943)
- 24 agosto - Bill Souter, calciatore scozzese (n. 1931)
- 25 agosto - Florencio Amarilla, calciatore e attore paraguaiano (n. 1935)
- 25 agosto - Neil Armstrong, astronauta e aviatore statunitense (n. 1930)
- 25 agosto - Camillo Baffi, allenatore di calcio e calciatore italiano (n. 1942)
- 25 agosto - Georg Feuerstein, indologo tedesco (n. 1947)
- 25 agosto - Roger Fisher, saggista statunitense (n. 1922)
- 25 agosto - Riccardo Pradella, paroliere, attore e regista italiano (n. 1943)
- 26 agosto - Reginald Bartholomew, diplomatico statunitense (n. 1936)
- 26 agosto - Luigi Nardo, scrittore e pubblicista italiano (n. 1928)
- 27 agosto - Aurora Bautista, attrice spagnola (n. 1925)
- 27 agosto - Malcolm Browne, giornalista e fotografo statunitense (n. 1931)
- 27 agosto - Art Heyman, cestista statunitense (n. 1941)
- 27 agosto - Ivan Horvat, calciatore e allenatore di calcio jugoslavo (n. 1926)
- 27 agosto - Italo Insolera, architetto, urbanista e storico dell'architettura italiano (n. 1929)
- 27 agosto - Gelij Koržev, pittore sovietico (n. 1925)
- 27 agosto - Antoine Redin, allenatore di calcio e calciatore francese (n. 1934)
- 27 agosto - Albert George Wilson, astronomo statunitense (n. 1918)
- 28 agosto - Maffeo Giovanni Ducoli, vescovo cattolico italiano (n. 1918)
- 28 agosto - Shulamith Firestone, attivista canadese (n. 1945)
- 28 agosto - Leonid Evgen'evič Golovnja, regista sovietico (n. 1939)
- 28 agosto - Elio Matacena, armatore e imprenditore italiano (n. 1924)
- 28 agosto - Alfred Schmidt, filosofo e sociologo tedesco (n. 1931)
- 29 agosto - Nicholas Goodrick-Clarke, storico britannico (n. 1953)
- 29 agosto - Carl Loyd, cestista statunitense (n. 1925)
- 30 agosto - Bernardo Bonezzi, compositore spagnolo (n. 1964)
- 30 agosto - Carlos Larrañaga, attore spagnolo (n. 1937)
- 30 agosto - Gutta Sternbuch, insegnante polacca (n. 1917)
- 30 agosto - Gabriel Vahanian, teologo francese (n. 1927)
- 31 agosto - Ralph Alfidi, medico statunitense (n. 1932)
- 31 agosto - Aleksandr Nikolaevič Efimov, generale e aviatore sovietico (n. 1923)
- 31 agosto - Alan M. Kriegsman, critico teatrale statunitense (n. 1928)
- 31 agosto - Joe Lewis, artista marziale statunitense (n. 1944)
- 31 agosto - Carlo Maria Martini, cardinale, arcivescovo cattolico e teologo italiano (n. 1927)
- 31 agosto - Sergej Leonidovič Sokolov, generale e politico sovietico (n. 1911)
- 31 agosto - Emanuele Vinassa de Regny, divulgatore scientifico, giornalista e curatore editoriale italiano (n. 1936)